# Taínos de Cabo Rojo
I Taínos de Cabo Rojo sono stati una società cestistica avente sede a Cabo Rojo, a Porto Rico. Fondati nel 1989, hanno giocato nel campionato portoricano. Si sono sciolti nel 1993.